# Johann Ludwig von Erlach
Johann Ludwig von Erlach, född 1595, död 1650, var en svensk-schweizisk fältherre och statsman.
Under trettioåriga kriget stred han först under Kristian av Anhalt och Kristian av Braunschweig. Sedan tjänade han under Gustav II Adolf i Livland (1623-26). Därefter innehade han höga ämbeten i Bern samt inträdde 1637 som generalmajor hos hertig Bernhard av Weimar.
Han utnämndes 1638 till guvernör i Breisach. Efter hertig Bernhards död (1639) gick von Erlach i fransk krigstjänst med behållande av sitt guvernörsska, blev 1647 generallöjtnant och bidrog väsentligt till fransmännens seger i slaget vid Lens 1648. Under fronden ställde han sig på kungamaktens sida.